# Alan (cantante)
Este es sobre la cantante china. Para el cantante y actor mexicano, véase Alan (actor).
Alan Dawa Dolma (Tibetano: ཨ་ལན་ཟླ་བ་སྒྲོལ་མ; Chino: 阿兰达瓦卓玛; Pinyin: Ālán Dáwǎ Zhuōmǎ), conocida profesionalmente por alan (Katakana: アラン / Chino simplificado: 阿兰 / 25 de julio de 1987) es una cantante chino-tibetana que actualmente reside en Japón. Su nombre artístico es escrito en minúsculas.

## Biografía
Teniendo como padre a un oficial público y como madre a una cantante, alan creció en Měirén-gǔ (美人谷, Valle de la Belleza), pequeño pueblo de la localidad de Sichuan, China. Desde temprana edad comenzó a mostrar sus dotes artísticas: comenzó a aprender a tocar el erhu, y a los 9 años participó en una serie de televisión, aunque no continuó actuando. En vez de esto se unió a la escuela de música de su escuela, donde perfeccionó sus dotes musicales. Después de tomar lecciones de erhu a la edad de 16 años, alan se unió al Escuela de Artes del Ejército Popular de Liberación Chino, donde tomó clases de canto, y de donde se graduó .
El año 2005 alan lanzó su primer trabajo discográfico: un álbum indie de covers, el cual llegó a vender 50 mil copias. El 2006 participó en el Shanghai Asia Music Festival, donde ganó el segundo lugar. En la primavera de este mismo año asiste a las audiciones de Avex China reclutando nuevos talentos, y sorprende a los jueces con su capacidad vocal, incluyendo a Max Matsuura, dueño del importante sello japonés. Tras su audición alan se une a Avex para preparar su debut en Japón. Tras graduarse con honores en julio de 2007 de su escuela, en noviembre su primer sencillo "Ashita e no Sanka" fue lanzado en el país nipón. Escogen como su productor al músico Kazuhito Kikuchi, autor de varios de los éxitos que ha tenido Avex, y varios artistas de renombre han colaborado con su música. Su segundo sencillo lanzado en marzo de 2008, "Hitotsu", fue escrito por Yumi Yoshimoto, conocida por su canción "Jupiter" -que Ayaka Hirahara convirtió en un mega-éxito 5 años atrás-.
En mayo de 2008 alan lanza su primer sencillo benéfico digital, "Shiawase no Kane", lanzado en una versión en japonés y otra en chino (con el título Ai Jiu Shi Shou) y cuyas ganancias fueron en apoyo a las víctimas del terremoto de su tierra natal. La conciencia social continuó en julio, cuando se lanza su tercer sencillo "Natsukashii Mirai ~longing future~", producido por Ryūichi Sakamoto y canción imagen del proyecto ecologista del canal NHK Save The Future 2008, con un mensaje acerca de como provenir el calentamiento global y sus progresivos efectos en el planeta. Este sencillo se convirtió en un modesto éxito -el primero de su carrera-, y el primero que consiguió entrar al Top 20 de las listas de Oricon japonesas. 
En su deseo de convertir su voz en una especie de puente entre todos los países asiáticos, también alan lanzó una versión en chino de "Shiawase no Kane", en junio alan colaboró en el tema principal en chino "Xin Zhan ~RED CLIFF~" para la película Red Cliff, autoaclamada como la película asiática más cara de la historia. Con este canción este mes fue lanzado su EP debut como artista major en China, aunque no consiguió llamar mucho la atención.

Mientras tanto, en Japón el proyecto de "los cinco elementos del planeta" de alan comenzaba; así desde el elemento tierra "Natsukashii Mirai", se planeó lanzar un sencillo nuevo cada mes con distintos elementos como tema, para concluir con lo que sería su primer álbum de estudio. Así, en agosto fue lanzado "Sora Uta" inspirado en el cielo, en septiembre "Kaze no Tegami" inspirado en el viento-, en octubre "RED CLIFF ~Kokoro Ikusa~" (versión en japonés de Xin Zhan) inspirado en el fuego, y en noviembre "Megumi no Ame" inspirado en el agua.
El 2 de febrero alan lanza su nuevo sencillo "Gunjou no Tani" recibiendo la colaboración con la cantante "Cocco" quien escribe y compone la canción. El 4 de marzo se lanza a la venta el primer disco japonés de alan titulado "Voice of EARTH" el cual vendrá en ediciones CD y CD+DVD. Posterior a esto está planificado un nuevo sencillo para el día 8 de abril titulado "Kuon no Kawa", que será el tema principal de la segunda parte de la película "RED CLIIF" (versión japonesa de Chi Bi ~Da Jiang Dong Qu~, que es la OST china para dicha película)

## Discografía (Japón)

### Singles
1. Ashita e no Sanka (明日への讃歌?) (21 de noviembre de 2007)
2. Hitotsu (ひとつ?) (5 de marzo de 2008)
3. Natsukashii Mirai ~longing future~ (懐かしい未来～longing future～?) (2 de julio de 2008)
4. Sora Uta (空唄?) (13 de agosto de 2008)
5. Kaze no Tegami (風の手紙?) (10 de septiembre de 2008)
6. RED CLIFF ~Shin, Sen~ (RED CLIFF ～心・戦～?) (15 de octubre de 2008)
7. Megumi no Ame (恵みの雨?) (12 de diciembre de 2008)
8. Gunjō no Tani (群青の谷?) (4 de febrero de 2009)
9. Kuon no Kawa (久遠の河?) (8 de abril de 2009)
10. BALLAD〜Namonaki Koi no Uta〜 (BALLAD～名もなき恋のうた～?) (2 de septiembre de 2009)
11. Swear (4 de noviembre de 2009)
12. Diamond/Over The Clouds (3 de febrero de 2010)
13. Kaze ni Mukau Hana (風に向かう花?) (7 de julio de 2010)
14. Kanashimi wa Yuki ni Nemuru (悲しみは雪に眠る?) (2010)
15. Minna dene - PANDA with Candy BEAR's - / Ikiru (みんなでね 〜PANDA with Candy BEAR's〜／「生きる」?) (2011)
16. DREAM EXPRESS ~Mugen Kukan Cho Tokkyu~ (DREAM EXPRESS 〜夢現空間超特急〜?) (2013)
17. Michishirube (道標?) (2015)

### Álbumes
- Voice of EARTH (4 de marzo de 2009)

-su primer álbum en japonés que incluye la mayoría de sus singles-
- My Life (2009)
- JAPAN PREMIUM BEST (2011)

### Otros
- Sen-nen no Niji (千年の虹?) - colaboración con Rin' incluida en Genji Nostalgia (5 de diciembre de 2007)
- Shiawase no Kane (幸せの鐘?) (20 de mayo de 2008) - sencillo benéfico
- Happy Birthday to You/alan (2010)
- The Lost Eden (2015)

## Discografía (China)

### Singles
- Ai Jiu Shi Shou (愛就是手)(20 de mayo de 2008) - single benéfico
- Jia You! Ni You Me! (feat. Wei Chen) (加油! 你有ME!) (2008)
- Chi Bi: Da Jiang Dong Qu (赤壁 〜大江東去〜) (2009)
- Huhuan (呼唤) (2011)
- Yinghua De Yanlei (樱花的眼泪) (2011)
- Wo Huilaile (我回来了) (2011)
- 为爱成魔 (2014)
- 遥远的重逢 (2014)
- 真爱无双 (2014)
- The Lost Eden (2015)
- 一梦千寻 (2015)
- 霸道天下 (2016)
- 心花 (2016)
- 唱给天空听 (2016)
- 一朵雲 (2016)
- 上师祈祷文 (2016)
- 兰之乐光 (2017)
- 幻梦 (2017)
- 不负人间 (2017)
- 龙女 (2017)
- 热血三国 (2017)
- 做个磨人的小妖精 (2017)
- 美人谷 (2017)
- Time Goes By (2017)
- 乐此不疲 (2017)
- 赌注 (2017)
- 有你真好 (2017)
- 吉祥三聚 (2018)
- 转念 (2018)
- 离兮 (2018)
- 拈花笑 (2018)
- 好热好热 (2018)
- 桃花缘 (2018)
- 叹相思 (2018)
- 天涯寄北 (2019)
- 最完美的分手 (2019)
- 白衣的天使 (2019)
- 朝暮 (2019)
- 远飞的大雁 (2019)
- 等爱 (2019)
- 冰之翼 (2019)
- 熊猫侠 (2019)
- 夢中的圖瓦盧 (2019)
- 追求 (2019)

### Álbumes
- Sheng Sheng Zui Ru Lan (声声酔如蘭) (2005) - álbum de covers
- Xin Zhan ~RED CLIFF~ (心・战 ～RED CLIFF～) (20 de junio de 2008)
- Xin De Dong Fang (心的東方) (2009)
- "Lan Se: Love Moon Light" (蘭色~Love Moon Light~) (2010)
- Love Song (2012)
- Mo Lan (蓦兰) (2014)
- Shi Nian (十念) (2017)